# Contea di Pujiang (Sichuan)
La contea di Pujiang (蒲江县S, Pújiāng XiànP) è una contea della Cina, situata nella provincia di Sichuan e amministrata dalla città sub-provinciale di Chengdu.